# Puerta de la Macarena (Sevilha)
A Puerta de la Macarena, também conhecida como Arco de la Macarena, é junto com o Postigo del Aceite e a Puerta de Córdoba as únicas três portas da cidade que permanecem até hoje daqueles que tinham as muralhas de Sevilha. Está localizado na calle Resolana, dentro do bairro de San Gil, que pertence ao distrito de Casco Antiguo da cidade de Sevilha, na Andaluzia, Espanha. Em frente está a Basílica de La Macarena, que abriga a imagem de Nossa Senhora de la Esperanza Macarena, uma das imagens mais características da Semana Santa de Sevilha.
Esta é a entrada das muralhas situada mais a norte da cidade, e a mais alta do conjunto, sendo um dos poucos vestígios que restam das muralhas da cidade, junto com o tecido das muralhas que liga à Puerta de Córdoba através de uma parede na qual estão preservadas sete torres. Embora o recinto amuralhado da cidade tenha sido construído na época de Júlio César na antiga defesa cartaginesa o portão corresponde à extensão feita pelo sultão Ali ibn Yusuf no século XII, e sua aparência atual é o resultado de um remodelações efetuadas entre os anos de 1723 e 1795, em que os elementos arquitetônicos islâmicos foram substituídos pelo ar classicista que hoje apresenta.